# Caridad Barraqué de Borràs
Caridad Barraqué de Borràs (Barcelona, 1895 - 6 d'octubre de 1984) va ser marquesa de Bárcena, obtingué una àmplia formació i fou propietària d'una finca entre la Punta de la Móra i la Platja Llarga de Tarragona, un espai natural a vuit quilòmetres de Tarragona, que va preservar de l'especulació urbanística malgrat nombroses ofertes. Es coneix com el Bosc de la Marquesa en honor seu.

## Biografia
Va néixer a Barcelona al voltant del 1895 en una família adinerada, filla de Benet de Barraquer i Garrigosa (+ 1901) i Manuela de Borràs i Borras de Lloria +1939 (VII marquesa de la Bárcena). La seva mare més tard es casaria amb Lluís Fontana, coronel a la guerra de Filipines. No va anar a escola, però rebé una àmplia formació a través de classes particulars, que li van permetre aprendre música, pintura, alemany i francès. Caridad Barraqué va rebre el títol nobiliari de marquesa de Bárcera, i va heretar una finca a La Riera de Gaià, Mas Rabassa i Mas Grimau.
Durant la Guerra Civil Espanyola la seva finca fou confiscada, utilitzada per magatzems i altres usos militars. Quan Caridad Barraqué va poder tornar, s'ho va trobar destrossat i va haver de fer un gran esforç per recuperar l'explotació de vinyes i oliveres. A finals de la dècada del 1950 va rebre les primeres ofertes per vendre la finca per a fer una gran urbanització d'apartaments o fins i tot el complex educatiu de La Laboral. Va rebre dures pressions d'inversors per vendre els terrenys en diverses ocasions, que es van incrementar els primers anys de la democràcia.
Es diu que en una de les negociacions, el comprador de torn li va preguntar si era conscient que podria comprar-se amb tots els diners que estava a punt de perdre per no acceptar la proposta, i que ella va respondre que sí que ho era, que es compraria una finca igual, però que no li calia perquè ja la tenia.
Entitats com el grup de natura La Gla el 1986 o Depana el 1996 van potenciar l'espai natural. Gràcies a aquesta segona entitat el 1998 la finca va rebre fons per la seva conservació del projecte europeu Life. El 2000 la Generalitat de Catalunya va incloure l'espai al Pla d'Espais d'Interès Natural de Catalunya. El 2006 s'hi volia construir un passeig marítim, però la família s'hi va oposar novament, recordant la defensa de l'espai natural que durant tota la seva vida va promoure Caridad Barraqué.
El cicle documental Dones a la Història de Tarragona del Museu d'Història de Tarragona i la Biblioteca Hemeroteca Municipal va tractar la seva figura i difondre el coratge de Caridad Barraqué per preservar l'espai.